# قطعنامه ۱۲۳۳ شورای امنیت
قطعنامه ۱۲۳۳ شورای امنیت سازمان ملل متحد که در تاریخ ۰۶ آوریل ۱۹۹۹ تصویب شد، سندی بین‌المللی دربارهٔ بررسی وضعیت در گینه بیسائو است. این قطعنامه طی نشست ۳۹۹۱ام با ۱۵ رای موافق، ۰ مخالف و ۰ ممتنع تصویب شد.